# Nikołaj Sławianow

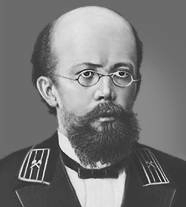
Nikołaj Sławianow

Nikołaj G. Sławianow (1854–1897) – rosyjski inżynier i wynalazca. W 1888 roku rozwijając wynalazek Nikołaja Benardosa opracował metodę łukowego spawania metali. Elektrodę węglową zastąpił topiącą się elektrodą metalową. Zastosował prądnicę jako źródło prądu elektrycznego do spawania. 